# Џуничиро Коизуми
Џуничиро Коизуми (јап. 小泉 純一郎; Јокосука, 8. јануар 1942) је јапански политичар. Био је на месту премијера Јапана од 2001. године до 2006. године (87., 88. и 89. по реду).

## Образовање
Рођен је у Јокосуки, у префектури Канагава. Ишао је у средњу школу у Јокосуки и на Универзитет „Кеио“, где је студирао економију. Кратко се школовао у Лондону, пре повратка у Јапан 1969, када му је умро отац.

## Политика
Коизумијев премијерски мандат је био обележен настојањем да се спроведе реформа привреде. Нарочито је био усредсређен на јавни дуг државе. Настојао је спровести приватизацију Јапанске поште што је довело до велике јавне дебате и превремених избора 2005. године. Коизуми је постигао највећу победу у модерној јапанској историји; његова Либерално-демократска партија је освојила 296 места од укупно 480 у Заступничком дому Јапанске скупштине те је са својим коалиционим партнером Новом Комеито странком имао двотрећинску већину у доњем дому парламента.
Коизумијев мандат ће вероватно бити запамћен по првом слању јапанске војске ван земље након Другог светског рата, када су јапанске јединице војске послате у Ирак. Такође, сваке године за време свог премијерског мандата је, укупно шест пута, посећивао храм „Јасукуни“, што је изазвало бројне дипломатске инциденте између Јапана и њених суседа, нарочито Кине. У јавном мњењу Јапана Коизуми је био врло популаран.